# Koźmin Wielkopolski
Koźmin Wielkopolski is een stad in het Poolse woiwodschap Groot-Polen, gelegen in de powiat Krotoszyński. De oppervlakte bedraagt 5,86 km², het inwonertal 6718 (2005).
Koźmin Wielkopolski heeft een stedenverband met Made (Noord-Brabant).